# منتخب سلوفاكيا للباندي
منتخب سلوفاكيا للباندي هو ممثل سلوفاكيا الرسمي في المنافسات الدولية في الباندي في فئة الباندي للرجال
.